# 夸西
夸西（法語：Coisy，法語發音：[kwazi]）是法国上法蘭西大區索姆省的一个市镇，属于亚眠区。

## 地理
夸西（49°57'36"N, 2°19'39"E）面积6.08 平方千米，位于法国上法蘭西大區索姆省，该省份为法国北部沿海省份，北起加来海峡省和北部省，西接滨海塞纳省和大西洋英吉利海峡，南至瓦兹省，东临埃纳省。
与夸西接壤的市镇（或旧市镇、城区）包括：卡尔多内特、普兰维尔、赖讷维尔、维莱博卡日。

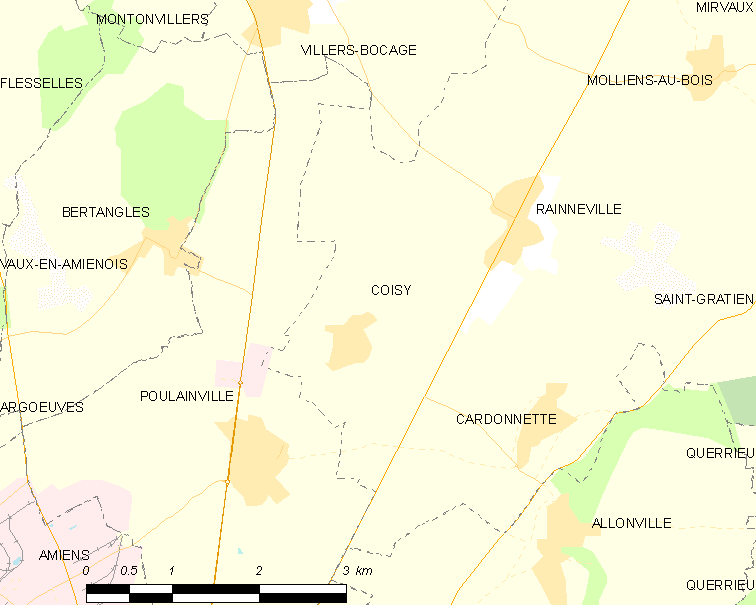
夸西的OSM定位图

夸西的时区为UTC+01:00、UTC+02:00（夏令时）。

## 行政
夸西的邮政编码为80260，INSEE市镇编码为80202。

## 政治
夸西所属的省级选区为亚眠第二县。

## 人口

1962-2008年间夸西人口变化图示

夸西于2022年1月1日时的人口数量为381人。